# Clare Daly
Clare Daly (Newbridge, 16 april 1968) is een Ierse politica die van juli 2019 tot 2024 lid was van het Europees Parlement (MEP) voor het Ierse kiesdistrict Dublin. Ze is lid van Independents 4 Change, onderdeel van Links in het Europees Parlement (voorheen bekend als GUE/NGL).
In de jaren tachtig was Daly als tiener lid van de Irish Labour Party, maar ze werd samen met andere leden geroyeerd nadat ze ervan beschuldigd was dat ze trotskisten waren die de partij infiltreerden met de tactiek van entrisme. Vervolgens was ze stichtend lid van Militant Labour, later bekend als de Ierse Socialistische Partij. In 1999 werd ze gekozen in de Fingal  County Council, een functie die ze 12 jaar bekleedde. Daly werd bij de algemene verkiezingen van 2011 gekozen als parlementslid van de Socialistische Partij voor het kiesdistrict Dublin Noord.
Sinds 2012 heeft Daly een nauwe politieke band met Mick Wallace. Nadat Wallace door linkse parlementsleden werd bekritiseerd na de onthulling dat zijn bouwbedrijf belastingen zou hebben ontdoken, nam Daly in augustus 2012 uit protest ontslag bij de Socialistische Partij en hernoemde zichzelf als “United Left Alliance”. In 2015 wisselde ze opnieuw, naar haar huidige partij “Independents 4 Change”. Sinds ze Europarlementariër is geworden, heeft Daly internationale aandacht gekregen voor haar standpunten op het gebied van buitenlands beleid, in het bijzonder met betrekking tot Rusland en China, waarover controverse en kritiek ontstond. Inzake het Russisch-Oekraïens conflict pleitte ze tegen de EU-sancties, en voor een onderhandelde oplossing.